# Miguel Pereira Forjaz Coutinho Barreto de Sá
Miguel Pereira Forjaz Coutinho Barreto de Sá, książę da Feira (ur. 1 listopada 1769 w Lizbonie, zm. 6 listopada 1827 w Santa Engrácia). Był politykiem portugalskim. 
Jego ojcem był  Diogo Pereira Forjaz Coutinho (1726-?), a matką Luisa Teresa Antónia da Camara e Menezes (ur. ok. 1745).
Miguel Pereira Forjaz Coutinho Barreto de Sá czterokrotnie pełnił urząd Sekretarza Stanu Spraw Zagranicznych i Wojny Królestwa Portugalii (26 IX 1807-12 III 1808, następnie na krótko we wrześniu 1808, potem 25 X 1809-13 I 1810  i ostatecznie 17 IX 1810-28 I 1812. Prowadził politykę wrogą Francji i przyjazną Wielkiej Brytanii. 
W maju 1799 roku w Alenquer poślubił Marię do Patrocínio Freire de Andrade e Castro (1767-1800). Po śmierci pierwszej żony poślubił w Lizbonie w 1803 roku Joanę Eulália Freire de Andrade (1763-1823). Z pierwszego z tych związków miał córkę. Była nią Maria José Pereira Forjaz Coutinho de Lencastre  urodzona w 1800 roku żyła jednak tylko 4 miesiące (czerwiec-październik).